# Caenopsella
Caenopsella is een geslacht van haften (Ephemeroptera) uit de familie Caenidae.

## Soorten
Het geslacht Caenopsella omvat de volgende soorten:
- Caenopsella meridies